# Colori dei cavi elettrici in Italia
I colori dei cavi elettrici in Italia sono utilizzati per la marcatura e il riconoscimento di cavi elettrici energia e di cavi elettrici telecomunicazioni,civili e industriali.
Sono stabiliti dal Comitato Elettrotecnico Italiano, la disposizione che li prevede è la norma del CEI-UNEL 00722.

## Descrizione generale
Le motivazioni possono essere riassunte come segue:
Regole utilizzabili a livello internazionaleregole semplici e facilmente utilizzabili anche a livello internazionale (quando condivise), prescindendo perciò lingua e costumi locali, per cablare un determinato impianto, sia per la fornitura di alimentazione elettrica, sia per effettuare connessioni dati.
Aumento della sicurezzaaumentare la sicurezza di chi sta operando su di un impianto, parlando in particolare di impianti elettrici di energia, rendendo più facilmente rilevabile la configurazione del cablaggio, il tipo di uso dei cavi e - importantissimo - le tensioni elettriche (non i livelli, ma le "fasi" e i "neutri") presenti sui conduttori.
Supporto agli aspetti tecnicipermettere la connessione in modo omogeneo e congruente di sezioni diverse di un cablaggio, sia pubblico - ovvero realizzato da società di telecomunicazione / di fornitura di energia elettrica per connettere l'utenza -, sia privato - ovvero realizzato all'interno di edifici per connettere, ad esempio, il PABX aziendale ai singoli apparecchi telefonici o per fornire alimentazione elettrica in tutti i locali di un appartamento.
Da tutto ciò, risulta evidente la criticità di rispettare l'ordine delle connessioni al momento che vengono giuntate tra di loro sezioni diverse del cablaggio, anche in considerazione della complessità di alcune tipi di impianti e – come nel caso delle connessioni elettriche a uso telefonico - della quantità di coppie di fili (doppini) che possono essere contenute in ciascun cavo (vengono correntemente utilizzati cavi da 100, 200, ..., 1.000, 1.200, ... coppie).
Esistono Codifiche Colori differenziate per tipo di impianti; ne citiamo alcune:
- Tabella colori impianti antifurto
- Tabella colori impianti automotive
- Tabella colori impianti citofonici
- Tabella colori impianti elettrici energia
- Tabella colori impianti fibre ottiche
- Tabella colori impianti reti locali (LAN)
- Tabella colori impianti telefonici

## Colori degli isolanti

### Cavi multipolari
| Numero anime                                 | Messa a terra | Neutro | Fase | Fase | Fase |
| -------------------------------------------- | ------------- | ------ | ---- | ---- | ---- |
| Bipolare                                     | --            |        |      | --   | --   |
| Bipolare con messa a terra                   |               |        |      | --   | --   |
| Tripolare senza messa a terra (con neutro)   | --            |        |      |      | --   |
| Tripolare senza messa a terra (senza neutro) | --            | --     |      |      |      |
| Tripolare con messa a terra (senza neutro)   |               | --     |      |      |      |
| Tripolare con messa a terra (con neutro)     |               |        |      |      | --   |
| Quadripolare senza messa a terra             | --            |        |      |      |      |
| Quadripolare con la messa a terra            |               |        |      |      |      |

Nel caso di cavi con più di 5 anime, le anime sono di colore nero e viene stampato sull'isolante un numero progressivo, tranne sull'anima giallo-verde.

### Cavi unipolari negli impianti elettrici
Per il neutro l'isolante deve essere obbligatoriamente blu, così come è obbligatorio per il cavo di messa a terra l'utilizzo del giallo-verde.
Per le fasi invece, si preferisce l'uso dei colori nero, marrone e grigio. La sequenza dei colori indicata è in ordine alfabetico (secondo la lingua inglese). Essa non costituisce un’indicazione della fase o della direzione di rotazione (rif. EN 60445:2017 par. 6.2.3). L'uso di uno di questi tre colori per tutti i conduttori di fase in un circuito è comunemente accettato.
I cavi unipolari isolati, (tipicamente doppio isolamento cat. FG-7) possono aver un colore uniforme, purché alle estremità siano identificati visibilmente da fascette blu per il neutro, da fascette giallo-verde per la messa a terra e da fascette di uno dei tre colori raccomandati per ogni cavo di fase diversa.

## Utilizzo negli impianti

### Impianti elettrici
La norma EN 60445 (Identificazione dei morsetti degli apparecchi, delle estremità dei conduttori e dei conduttori) stabilisce regole per l'uso dei colori delle guaine dei conduttori.
Ovvero, la destinazione d'uso e la conseguente individuazione di un cavo, è gestita tramite una codifica a colori; così ogni conduttore è contraddistinto da una guaina o da una colorazione di differente colore, sia a tinta unita, sia a strisce alternate di due diversi colori.
| Utilizzo                                                                | Colore guaina | Altre colorazioni |
| ----------------------------------------------------------------------- | ------------- | --- |
| Consigliato come conduttore di fase                                     | Nero          | - |
| Consigliato come conduttore di fase                                     | Marrone       | - |
| Per uso generale                                                        | Rosso         | - |
| Per uso generale                                                        | Arancione     | - |
| Per uso generale                                                        | Viola         | - |
| Per uso generale                                                        | Grigio        | - |
| Per uso generale                                                        | Bianco        | - |
| Per uso generale                                                        | Rosa          | - |
| Per uso generale                                                        | Azzurro       | - |
| Per uso generale se non confondibile                                    | Giallo        | - |
| Per uso generale se non confondibile                                    | Verde         | - |
| Condutture di protezione (PE)                                           | Giallo-Verde  | - |
| Conduttore PEN                                                          | Blu           | Marcature Giallo-Verde alle terminazioni |
| Conduttore PEN                                                          | Giallo-Verde  | Marcature blu alle terminazioni |
| Conduttore di neutro o mediano nudo quando identificato mediante colore | -             | Nastro blu, largo da 15 a 150mm, in tutte le tratte visibili ed accessibili del cavo. Colorazione blu per tutta la lunghezza                            |
| Conduttore di neutro o mediano nudo quando identificato mediante colore | -             | Nastro bicolore Giallo-Verde, largo da 15 a 100mm, in tutte le tratte visibili ed accessibili del cavo. Colorazione Giallo-Verde per tutta la lunghezza |

### Impianti telefonici
Le norme CEI 46-5 / IEC 189-2 / EN 60708:2005 (Individuazione dei conduttori tramite colori o codici numerici) stabiliscono per i fili elettrici dei cavi multicoppia, un preciso codice colore.
Ovvero, l'individuazione e la conseguente numerazione dei doppini nell'ambito di un cavo multicoppie (per esempio, i cavi multicoppia a uso telefonico), sono gestite tramite una codifica a colori; così ogni conduttore è contraddistinto da una guaina di differente colore, sia a tinta unita, sia a strisce alternate di due diversi colori.
Viene di seguito riportata la tabella di codifica per cavi a uso telefonico fino a 120 coppie.

### Impianti citofonici
Le norme CEI 46-5, stabiliscono per i conduttori elettrici dei cavi multifilo, un preciso codice colore.
Ovvero, l'individuazione e la conseguente numerazione dei cavi nell'ambito di un cavo multifilo (per esempio, i cavi multifilo a uso citofonico), sono gestite tramite una codifica a colori; così ogni conduttore è contraddistinto da una guaina di differente colore, sia a tinta unita, sia a strisce alternate di due diversi colori.
Viene di seguito riportata la tabella di codifica per cavi a uso citofonico fino a 20 fili.

### Impianti di rete locale (LAN)
La specifica fa parte degli standard che definiscono come devono essere attestati i conduttori elettrici, sui connettori destinati ai servizi telefonici e di trasmissione dati; il sistema di identificazione è basato sullo standard ANSI/TIA/EIA-568, nelle sue due attuali varianti "A" e "B".

### Impianti in fibra ottica
Fibre individuali in un contesto multi-cavo in fibra, sono spesso distinte le une dalle altre dal colore del rivestimento di ogni singola fibra; il sistema di identificazione è basato sullo standard ANSI/TIA/EIA-598.